# Canadian Soccer League
La Canadian Soccer League fu il secondo tentativo di creare un campionato calcistico di primo livello esclusivamente canadese, dopo la Canadian Professional Soccer League, dopo varie fasi storiche infatti i club professionistici canadesi hanno partecipato agli stessi tornei di quelli statunitensi, come nel caso della North American Soccer League o della Major League Soccer. L'esordio del torneo avvenne nel 1987 e la lega operò per sei stagioni, fino al 1992.

## Storia
La decisione di creare una lega professionistica di calcio, con base esclusivamente in Canada, fu sicuramente favorita da una serie di circostanze favorevoli: da un lato la nazionale aveva da poco centrato la sua prima qualificazione a un campionato mondiale di calcio, prendendo parte all'edizione messicana del 1986; dall'altro il fallimento della NASL nel 1984 aveva lasciato i club nordamericani senza un campionato di riferimento. I tempi sembrarono quindi maturi per la creazione del primo vero e proprio campionato canadese, «riportando i nostri giocatori a casa», secondo le parole del primo commissioner Dale Barnes. Molte delle iscritte alla prima edizione erano infatti squadre già esistenti, che avevano partecipato precedentemente ai campionati nordamericani.
Gli inizi della lega sembrarono promettenti, soprattutto visto il fatto che il principale canale sportivo canadese, la TSN, decise di trasmettere diversi incontri. Tuttavia il campionato non riuscì a trovare la necessaria stabilità economica e dopo sole sei edizioni chiuse i battenti, a causa del mancato raggiungimento del numero minimo di squadre iscritte. I club delle principali città del paese decisero infatti di spostarsi nel più ricco campionato statunitense dell'American Professional Soccer League.

## Formula
Rispetto ai tentativi di "americanizzare" il calcio, in voga nelle leghe statunitensi, per tutta la propria storia la CSL optò per le regole internazionali della FIFA. Venivano assegnati due punti per la vittoria e uno per il pareggio nelle prime quattro edizioni, dal 1991 la vittoria valse tre punti.
Le ultime due edizioni furono anche le uniche in cui le squadre partecipanti non vennero divise in due conference, ma unite in un unico raggruppamento. Il calendario del campionato subì diverse modifiche in base al numero di squadre partecipanti. Al termine della stagione regolare la squadra campione veniva individuata tramite play-off.

## Partecipanti
In totale furono 13 i club a partecipare ad almeno una edizione della CSL, il record di iscritte fu raggiunto nel 1990 con 11 partecipanti.
| Club                 | Città               | Provincia           | N° stag. | Stagioni   |
| -------------------- | ------------------- | ------------------- | -------- | ---------- |
| Calgary Kickers      | Calgary             | Alberta             | 3        | 1987-1989  |
| Edmonton Brickmen    | Edmonton            | Alberta             | 4        | 1987-1990  |
| Hamilton Steelers    | Hamilton            | Ontario             | 5        | 1987-1991  |
| Kitchener Spirit     | Kitchener           | Ontario             | 2        | 1990-1991  |
| London Lasers        | London              | Ontario             | 2        | 1990; 1992 |
| Montréal Supra       | Montréal            | Québec              | 5        | 1988-1992  |
| North York Rockets   | North York, Toronto | Ontario             | 6        | 1987-1992  |
| Nova Scotia Clippers | Halifax             | Nuova Scozia        | 1        | 1991       |
| Ottawa Intrepid      | Ottawa              | Ontario             | 4        | 1987-1990  |
| Toronto Blizzard     | Toronto             | Ontario             | 6        | 1987-1992  |
| Vancouver 86ers      | Vancouver           | Columbia Britannica | 6        | 1987-1992  |
| Victoria Vistas      | Victoria            | Columbia Britannica | 2        | 1989-1990  |
| Winnipeg Fury        | Winnipeg            | Manitoba            | 6        | 1987-1992  |

## Albo d'oro
| Stagione      | Vincitore       |
| ------------- | --------------- |
| 1987 Dettagli | Calgary Kickers |
| 1988 Dettagli | Vancouver 86ers |
| 1989 Dettagli | Vancouver 86ers |
| 1990 Dettagli | Vancouver 86ers |
| 1991 Dettagli | Vancouver 86ers |
| 1992 Dettagli | Winnipeg Fury   |

### Vittorie per squadra
| Club            | Vittorie | Anni                   |
| --------------- | -------- | ---------------------- |
| Vancouver 86ers | 4        | 1988, 1989, 1990, 1991 |
| Calgary Kickers | 1        | 1987                   |
| Winnipeg Fury   | 1        | 1992                   |